# Shalheh-ye Hajji Hoseyn
Shalheh-ye Hajji Hoseyn (em persa: شلحه حاجي حسين, também romanizada como Shalḩeh-ye Ḩājjī Ḩoseyn e Shalheh Hājī Hoseyn; também conhecida como Hājī Hoseyn, Ḩājjī Ḩoseyn e Shalheh-ye Ḩājj Ḩoseyn) é uma aldeia do distrito rural de Shalahi, no condado de Abadan, na província de Khuzistão, Irã.
Segundo o censo de 2006, sua população era de 797 habitantes, em 149 famílias.